# Meunasah Dayah (Tanah Jambo Aye)
Meunasah Dayah is een bestuurslaag in het regentschap Aceh Utara van de provincie Atjeh, Indonesië. Meunasah Dayah telt 512 inwoners (volkstelling 2010).